# Jason Dean Hall
Jason Dean Hall (* 28. April 1972 in Lake Arrowhead, Kalifornien) ist ein US-amerikanischer Drehbuchautor und ehemaliger Schauspieler.

## Leben
Jason Hall studierte Wirtschaft, Anglistik und Filmwissenschaft an der University of Southern California. Seine Filmkarriere begann er als Schauspieler Mitte der 1990er Jahre. So spielte er den wiederkehrenden Charakter „Devon MacLeish“ in der Fernsehserie Buffy – Im Bann der Dämonen, hatte eine Gastrolle in Without a Trace – Spurlos verschwunden und spielte in diversen B-Filmen mit.
Anschließend begann er eine Karriere als Drehbuchautor mit dem Film Toy Boy (2009). Er war Co-Autor von Paranoia – Riskantes Spiel zusammen mit Barry L. Levy. Für das Drehbuch zu American Sniper wurde er bei der Oscarverleihung 2015 für das Beste adaptierte Drehbuch nominiert. Andere Filmpreise, für die er nominiert wurde, sind der Satellite Award, British Academy Film Award sowie Writers Guild of America Award.
2017 gab er mit Thank You for Your Service sein Regiedebüt.
2018 wurde er in die Academy of Motion Picture Arts and Sciences berufen, die jährlich die Oscars vergibt.

## Filmografie (Auswahl)
Als Schauspieler
- 1997–1999: Buffy – Im Bann der Dämonen (Buffy – The Vampire Slayer) als Devon MacLeish
- 2000: Jack Frost 2 – Die Rache des Killerschneemanns (Jack Frost 2: Revenge of the Mutant Killer Snowman)
- 2000: Game Day
- 2001: Play Dead
- 2003: Without a Trace – Spurlos verschwunden (Without a Trace)
- 2005: CSI: Miami
- 2014: American Sniper (als Cowboy)

Als Drehbuchautor
- 2009: Toy Boy (Spread)
- 2013: Paranoia – Riskantes Spiel (Paranoia)
- 2014: American Sniper (auch Produzent)
- 2023: Gran Turismo